# Coming Out Day
Coming Out Day, Dzień coming outu – jest obchodzony corocznie 11 października.
Został ustanowiony w 1988 roku i upamiętnia marsz osób LGBT w Waszyngtonie, który odbył się rok wcześniej i zgromadził około 500 000 osób domagających się zrównania ich praw. Święto to, choć zostało ustanowione w Stanach Zjednoczonych, jest również obchodzone międzynarodowo, między innymi w takich krajach jak: Szwajcaria, Niemcy, Kanada, Irlandia i Wielka Brytania. Od 2008 roku 11 października jest Dniem Coming Outu także w Holandii.
W USA, skąd pochodzi to święto, nosi ono nazwę National Coming Out Day (Narodowy Dzień Coming Outu).
Po raz pierwszy na szerszą skalę Dzień Wychodzenia z Szafy obchodzony był w Polsce w 2009 roku.